# Maximilian Michailowitsch Grinblum
Maximilian Michailowitsch Grinblum (russisch Максимилиан Михайлович Гринблюм; * 16. Juni 1903 in Sedlez; † 18. März 1951 in Taschkent) war ein sowjetischer Mathematiker.
Grinblum studierte an der Lomonossow-Universität Mathematik mit dem Abschluss 1930 und promovierte dort 1932. Danach war er Assistenzprofessor an der Staatlichen Universität in Woronesch und während des Zweiten Weltkriegs (1941 bis 1943) am Flugzeuginstitut von Woronesch, das in Taschkent war. 1943 wurde er Assistenzprofessor an der Zentralasiatischen Universität in Taschkent, wo er Professor wurde.
Von ihm stammen über 20 Arbeiten zur Funktionalanalysis. Unter anderem ist das Grinblum-Kriterium für Basisfolgen nach ihm benannt.

## Schriften (Auswahl)
- Certain théorèmes sur la base dans un espace du type (B), Berichte der Akademie der Wissenschaften der USSR, Doklady Akad. Nauka USSR, Band 31, 1941, S. 428–432
- Sur une transformation des espaces de suites numériques, Doklady Akad. Nauka USSR, Band 21, 1938, S. 418–420.
- Sur une classe d’espaces linéaires, Dokl. Akad. Nauka USSR, Band 49, 1947, S. 467–469
- Sur la théorie des systèmes biorthogonaux, Dokl. Akad. Nauka USSR, Band 55, 1947, S. 287–290